# Helianjo-de garganta-laranja
Colibri-de-garganta-laranja ou helianjo-de-garganta-laranja (Heliangelus mavors) é uma espécie de beija-flor das "coquetes", tribo Lesbiini da subfamília Lesbiinae. Encontra-se na Colômbia e na Venezuela.

## Taxonomia e sistemática
O helianjo-de garganta-laranja é monotípico.

## Descrição
O anjo solar de garganta laranja é 10 to 11 cm (3.9 to 4.3 in) comprimento e pesa 3.9 to 4.4 g (0.14 to 0.16 oz). Tem uma conta reta enegrecida. Os machos adultos têm uma coroa e costas verdes brilhantes. Uma pequena área acima do bico e a garganta e a parte superior do peito são de um laranja acobreado brilhante. Uma ampla faixa cor de canela separa a parte superior do peito da parte inferior do peito, que é manchada de verde dourado. As penas centrais da cauda são verdes douradas e as externas bronze escuro com pontas pálidas. As fêmeas adultas são semelhantes, mas a garganta e a parte superior do peito são marrom-avermelhadas com manchas amarelas. Os imaturos são semelhantes à fêmea adulta, mas os machos jovens têm uma garganta marrom escura.

## Distribuição e habitat
O helianjo-de garganta-laranja é encontrado no estado de Lara, na Venezuela, a sudoeste da Colômbia, até o Departamento de Boyacá. Habita paisagens abertas, como as bordas da floresta úmida e floresta élfica , pastagens e páramo. Também é encontrado em habitats mais secos. Em altitude varia de 2,000 to 3,200 m (6,600 to 10,500 ft).

## Comportamento

### Movimento
O sunangel de garganta laranja é principalmente sedentário, mas desce para a parte inferior de sua faixa de elevação após a reprodução.

### Alimentando
O anjo solar de garganta laranja defende cachos de flores dos quais retira néctar, muitas vezes agarrando-se à flor enquanto se alimenta. Geralmente forrageia em baixo nível e perto da cobertura. Ele também pega insetos por falcoaria de um poleiro.

### Reprodução
A época de reprodução do anjo-de-garganta-laranja vai de dezembro a março. Seu ninho não foi descrito. A ninhada de dois ovos é incubada pela fêmea, que se reproduz pela primeira vez em seu segundo ano. O período de incubação e o tempo de criação não são conhecidos.

## Status
A IUCN avaliou o anjo solar de garganta laranja como sendo de menor preocupação. Embora seu tamanho populacional não seja conhecido, acredita-se que seja estável. É localmente comum na Venezuela, mas incomum a raro na Colômbia.